# Vangen
Vangen är en sjö i Strömsunds kommun i Ångermanland och ingår i Ångermanälvens huvudavrinningsområde. Sjön har en area på 0,552 kvadratkilometer och ligger 238 meter över havet.

## Delavrinningsområde
Vangen ingår i det delavrinningsområde (710720-152000) som SMHI kallar för Namn saknas. Medelhöjden är 316 meter över havet och ytan är 13,89 kvadratkilometer. Räknas de 504 avrinningsområdena uppströms in blir den ackumulerade arean 3 954,37 kvadratkilometer. Fjällsjöälven (Sannarån) som avvattnar avrinningsområdet har biflödesordning 2, vilket innebär att vattnet flödar genom totalt 2 vattendrag innan det når havet efter 178 kilometer. Avrinningsområdet består mestadels av skog (77 procent). Avrinningsområdet har 1,01 kvadratkilometer vattenytor vilket ger det en sjöprocent på 7,3 procent.